# Раст (мугам)
Раст (перс. راست‎, араб. مقام راست‎, азерб. Rast) — один из основных макамов народов Ближнего Востока и Северной Африки, мугам (многочастное вокально-инструментальное произведение) и один из семи основных ладов в азербайджанской музыке. В переводе с персидского слово «раст» означает правильный, верный, прямой. Является одним из самых распространённых форм мугама.
В своём труде «Основы азербайджанской народной музыки» Узеир Гаджибеков даёт образную характеристику каждого лада. «По характеру своему (эстетико-психологического порядка) «Раст» вызывает чувство мужества, смелости и бодрости».

## История
Будучи одним из основных 12 мугамов Средневековья, продолжает существовать в музыке национальных и региональных традиций мусульманского Востока. В средневековой музыке Раст считается основой первого и всех других мугамов. По этой причине Раст называют «матерью мугамов». Мухаммед Нишапури (I половина XIII века) же называет Раст «шахом всех парде». Теоретик музыки XVI века Наджмеддин Ковкаби в своем трактате «Рисале-и мусики» отмечал, что название Раст связано с буквальным значением слова — «встреча», поскольку парде Раст (мелодическая модель) встречается в большинстве мелодий мугамов.
В процессе исторического развития средневековые мугамы изменили свою форму и строение, мугам «Раст» сумел по сей день сохранить не только свое название и звукоряд, но и высоту своей тоники – майе.
В 1949 году на основе мугама Раст советский азербайджанский дирижёр и композитор Ниязи написал симфонический мугам «Раст».

## Структура мугама

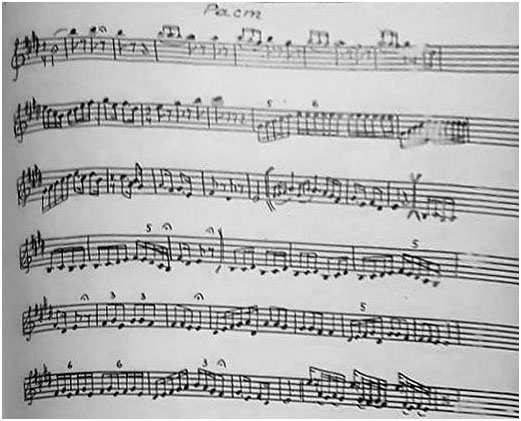
Нотная запись мугама «Раст». Рукопись 1928 года Муслима Магомаева

Ладовый звукоряд Раста состоит из 10 ступеней: 3 тетрахорда, каждый из которых представляет собой последовательность «тон — тон — полутон».
Основными частями (шобе) Раст являются: Дарамед, Бардашт, Майе Раст, Ушшаг, Хусейни, Вилайети, Шикестеи-Фарс, Араг, Пянджгях, Рак, Гараи, аяг к Расту. В разных исполнительских вариантах включаются также шобе и гюше Ходжесте, Хаверан, Кюрди, Пехлеви, Дилькеш, Амирм, Дехри, Месихи.
Вступительную часть открывает инструментальный раздел «Дерамеди» (преддверие). Шестидольный размер, типичный для народно-танцевальных мелодий. Далее следует тэсниф, в котором те же интонации обретают песенную закругленность. Третий вокально-инструментальный раздел импровизационного характера называется «Бардашт» (вводящий), в данном мугаме он имеет дополнительное наименование — «Новруз Ревенде». Далее следует основной, центральный раздел мугама — «Майе Раст». Музыка этого раздела исполнена величавого спокойствия, глубокой сосредоточенности. «Майе Раст» считается одним из крупных разделов мугама, обладающим интонационной завершенностью. Далее следуют разделы, в которых постепенно происходит отклонение от исходной ладово-интонационной основы. В разделах «Ушшаг» и «Хусейни» мелодическое движение выдвигает новую интонационную опору. В этих разделах ведущая роль принадлежит вокальной партии.
В составе дастгяха основные шобе опираются на следующие ступени: Майе Раст — на IV ступень, Ушшаг — на VI, Хусейни — на VII, Вилайети — на VIII, Шикестеи-Фарс — на VIII, Араг — на IV ступень октавой выше (зиль майе, кульминационная зона); далее следуют спад и завершающая каденция в майе.

## Музыкальные примеры
На основе мугама Раст было написано множество произведений азербайджанских композиторов:
- Узеир Гаджибеков:
  - Опера «Лейли и Меджнун» – хор «Шэби Хиджран», I картина – Оркестровое вступление, Хор гостей и танец.
  - Опера «Кёроглы» – Реприза и кода из увертюры, III картина: Танец, V картина: Хор народа.
  - Музыкальная комедия «Аршын мал алан» – Ария Аскера, Хор девушек.
  - Музыкальная комедия «Не та, так эта» – дуэт Рустамбека и Машади Ибада.
- Кара Караев:
  - Балет «Семь красавиц» – I картина: адажио Айиши и Бахрама, Танец Хорезмской красавицы.
  - Симфоническая поэма «Лейли и Мэджнун» – Побочная тема.
- Фикрет Амиров:
  - Каприччио «Азербайджан».
- Ниязи:
  - Симфонический мугам «Раст».
  - Романс «Арзу».
- Тофик Бакиханов:
  - Симфонический мугам «Дюгах».
- Тофик Гулиев:
  - К\ф «Бахтияр»: песня о дружбе, песня «Свадьба».
- Васиф Адыгёзелов:
  - Песня «Баку».
- Эмин Сабитоглу:
  - Песня «Дэрэлэр».

## Исполнители
Начиная с XIX века до наших дней мугам Раст исполняли многие известные мастера азербайджанского мугама:
- Саттар
- Гаджи Гуси
- Мешеди Иси
- Малыбейли Джумшуд
- Мирза Мамедгасан
- Агабала Ага Сеид оглы
- Джаббар Гарягды оглы
- Сеид Шушинский
- Хан Шушинский
- Хагигат Рзаева
- Эйнулла Джабраилов
- Ариф Бабаев
- Джанали Акперов
- Назакет Мамедова
- Сахавет Мамедов
- Мамедбагир Багирзаде
- Алим Гасымов
- Мансум Ибрагимов